# 矢田部勁吉
矢田部 勁吉（やたべ けいきち、1896年（明治29年）3月27日 - 1980年（昭和55年）11月26日）は、日本の声楽家（バス）、音楽教育者。現・国立音楽大学の創立者の一人。矢田部良吉の子。

## 経歴
東京出身。東京高等師範学校附属中学校（現：筑波大学附属中学校・高等学校）卒。山田耕筰に師事、1919年（大正8年）3月に東京音楽学校（現：東京芸術大学音楽学部）本科声楽部を卒業。ハンカ・ペッツォルトに学んだ。同校研究科に入学後、日本で最初の四重唱団「澤崎クヮルテット」を結成し、演奏記録もある（ソプラノ：武岡鶴代、アルト：柳兼子、テノール：澤崎定之、バス：矢田部勁吉）。1922年（大正11年）ドイツ、フランスに留学。コンラート・フォン・ザヴィロフスキのもとで声楽を研究した。帰国後はオペラ歌手として活躍。新交響楽団の『フィデリオ』や『フィガロの結婚』に出演した記録がある。1924年（大正13年）9月に日本音楽学校教師（1926年3月まで）、東洋音楽学校（現：東京音楽大学）教師（1926年3月まで）、東京府立第五中学校（現：東京都立小石川中等教育学校）音楽教師（1925年7月まで）となる。
1926年（大正15年）私立の音楽学校を設立しようとの30歳代の気鋭の音楽家たちの仲間に加わり、東京高等音楽学院（現：国立音楽大学）の創立メンバー（矢田部のほか、ソプラノ歌手・武岡鶴代、音楽マネージャー・中館耕蔵、ピアニスト・榊原直、宗教学者で初代学院長・渡邊敢）となる。1930年（昭和5年）、東京高等音楽院で内紛が起こり、矢田部は「意気をあげる為め」バッハ『ミサ ロ短調』の日本初演を企画し、1931年3月に「第1回バッハ記念第演奏会」、同年12月に「第2回バッハ記念演奏会」を開催した。その後も声楽・合唱を指導し、国立音楽大学の声楽の基礎を作り上げた。1946年（昭和21年）8月に東京音楽学校講師嘱託、同年11月に同校教授に就任。東京芸術大学教授、国立音楽大学の教授を歴任。のちに国立音楽大学名誉教授、東京芸術大学名誉教授。
戦前から外国曲の邦訳を手掛け、マルシュナー“Ständchen”（小夜曲）、『囚人／小川のほとり』『母なるボルガ』『ヴォルガの舟歌』、メンデルスゾーン『うぐいす』『緑の森よ』などの訳詞を行っている。戦時中は『第九』の日本語版を創出し、バス独唱を務め、録音も残している（後述）。戦後においてもハイドン『天地創造』、アルカデルト（偽作）『アヴェ・マリア』などの日本語版訳詞を手掛けている。中には編曲や指揮を務めているものもある。
教育者としても、四家文子、原田茂生、下八川圭祐、大久保昭男、栗林義信、長谷川泰子、増山美知子、岩渕嘉瑩、清水邦子、李仁榮（金慶植）、八尋和美、植野雅子、内田忠行、岡田啓子、ロミ・山田、池田不二男、園部為之、溝上日出夫などを育成し、多大な実績を残している。
国立音楽大学では、矢田部の業績と栄誉を讃え、1982年度（昭和57年度）に「矢田部賞」を制定。卒業に際して優秀な成績をおさめた男子学生に授与している。
1953年（昭和28年） - 1954年（昭和29年）全日本合唱連盟関東支部長を務める。墓所は谷中霊園(甲11-8)
筆名は嵯峨灰彦。妻は歌人の矢田部（旧姓：倉辻）正子。息子（養子）は声楽家の鈴木義弘

## 著書

### 楽譜
- 世界合唱曲集 矢田部勁吉 春秋社 1930年[33]
- 歓喜の歌 矢田部勁吉編・訳詞 世界音楽全集、8 春秋社(日本語/独語)[34]
- ドイツのうた＜世界のうたシリーズ ; 第2＞  矢田部勁吉 著 東京創元社 1956年[35]
- ハイドン『天地創造』小松平五郎 女声編曲 矢田部勁吉 訳 シンキョウ社 1971年[15]
- ブラームス歌曲集 1 高声用/矢田部勁吉 編 全音楽譜出版社 ISBN 9784117139112[36]
- ブラームス歌曲集 2 高声用/矢田部勁吉 編 全音楽譜出版社 ISBN 9784117139129[37]

### 書籍
- 発声法 音楽之友社[38]

## 主なディスコグラフィー
- 教員会の歌：教育の歌(一)  井上赳[作詞]、 信時潔[作曲]、 仁木他喜雄[編曲]、 矢田部勁吉 (コロムビア（戦前）、 商品番号 : 33138、1934-04)[13]
- 母なるボルガ 矢田部勁吉∥訳詞、 ロシア民謡、 矢田部勁吉[編曲]、オリオン・コール (ビクター、商品番号 : 53650、1936-02) [13]
- 囚人／小川のほとり 矢田部勁吉∥訳詞、ロシア民謡、矢田部勁吉[編曲]、オリオン・コール、矢田部勁吉[指揮] (ビクター、商品番号 : 53709、1936-05) [13]
- ヴォルガの舟唄 矢田部勁吉∥訳詞、ロシア民謡、オリオン・コール[編曲]、オリオン・コール、矢田部勁吉[指揮] (ビクター、商品番号 : 53709、1936-05) [13]
- ベートーヴェン：交響曲第9番『合唱付き』日本語歌唱（三宅春恵／四家文子／木下保／矢田部勁吉／日本交響楽団（NHK交響楽団）／山田和男）録音: December 1942、Tokyo Metropolitan Hibiya Public Hall（N響アーカイブシリーズ）NAXOS[39]

## エピソード
- 矢田部は安田祥子の母方の親戚であり、安田の芸大受験に際してアドバイスをくれたという[40]。
- 東京都武蔵野市の旧矢田部勁吉邸（1928年（昭和3年）築）は遠藤新の設計であり、フランク・ロイド・ライトの系譜を継ぐすぐれたモダニズム建築として評価されている[41]。
- 妻の矢田部正子は、東京音楽学校の同窓である成田為三に『浜辺の歌』を捧げられ求婚されるも、既に矢田部との約束があり、プロポーズを断ったという[42]。
- 東京高等師範学校附属中学校の同級生に渋沢敬三（渋沢栄一の孫）と堀内敬三がいる[43]。渋沢敬三とは親友であり、渋沢の求めに応じて、井の頭学校に編成したバンドの指揮者に春日嘉藤治を紹介している[44]。